# Tupanciretã
Tupanciretã es un municipio brasileño del estado de Rio Grande do Sul.
Se encuentra ubicado a una latitud de 29º04'50" Sur y una longitud de 53º50'09" Oeste, estando a una altitud de 465 metros sobre el nivel del mar. Su población estimada para el año 2004 era de 21.763 habitantes.
El nombre Tupanciretã significa Tierra de la Madre de Dios (tupã = Dios + ci = madre + retã = tierra), en lengua tupí. A pesar de los orígenes indígenas, el nombre probablemente se dio por causa de la influencia jesuítica en la región.
Ocupa una superficie de 2253,1 km².
- Datos: Q1756630
- Multimedia: Tupanciretã / Q1756630